# 13261 Ganeshvenu
13261 Ganeshvenu este o planetă minoră (asteroid), cu un diametru de 3,596 km, din centura de asteroizi. A fost descoperită pe 17 august 1998 la Magdalena Ridge Observatory⁠(d) de Lincoln Near-Earth Asteroid Research. 
Obiectul prezintă o orbită caracterizată de o semiaxă mare de 2,5287913 UAi, o excentricitate de 0,15, o înclinație de 4,43344 ° în raport cu ecliptica.